# Szczwoligorz tatarski
Szczwoligorz tatarski (Conioselinum tataricum Hoffm.) – gatunek rośliny należący do rodziny selerowatych.

## Rozmieszczenie geograficzne
Występuje w Europie północnej, środkowej, wschodniej i południowo-wschodniej oraz w Azji w strefie umiarkowanej. W Polsce występuje na pojedynczych stanowiskach w Tatrach i Pieninach. Rośnie w Tatrach Zachodnich w Dolinie Chochołowskiej, Dolinie Długiej i na Wyżniej Polanie Tomanowej oraz w Pieninach w przełomie Dunajca u podnóża Facimiecha i w Małych Pieninach na wschód od Wysokiej. Podawany był także ze szczytowych partii Śnieżnika w Sudetach Wschodnich.

## Morfologia

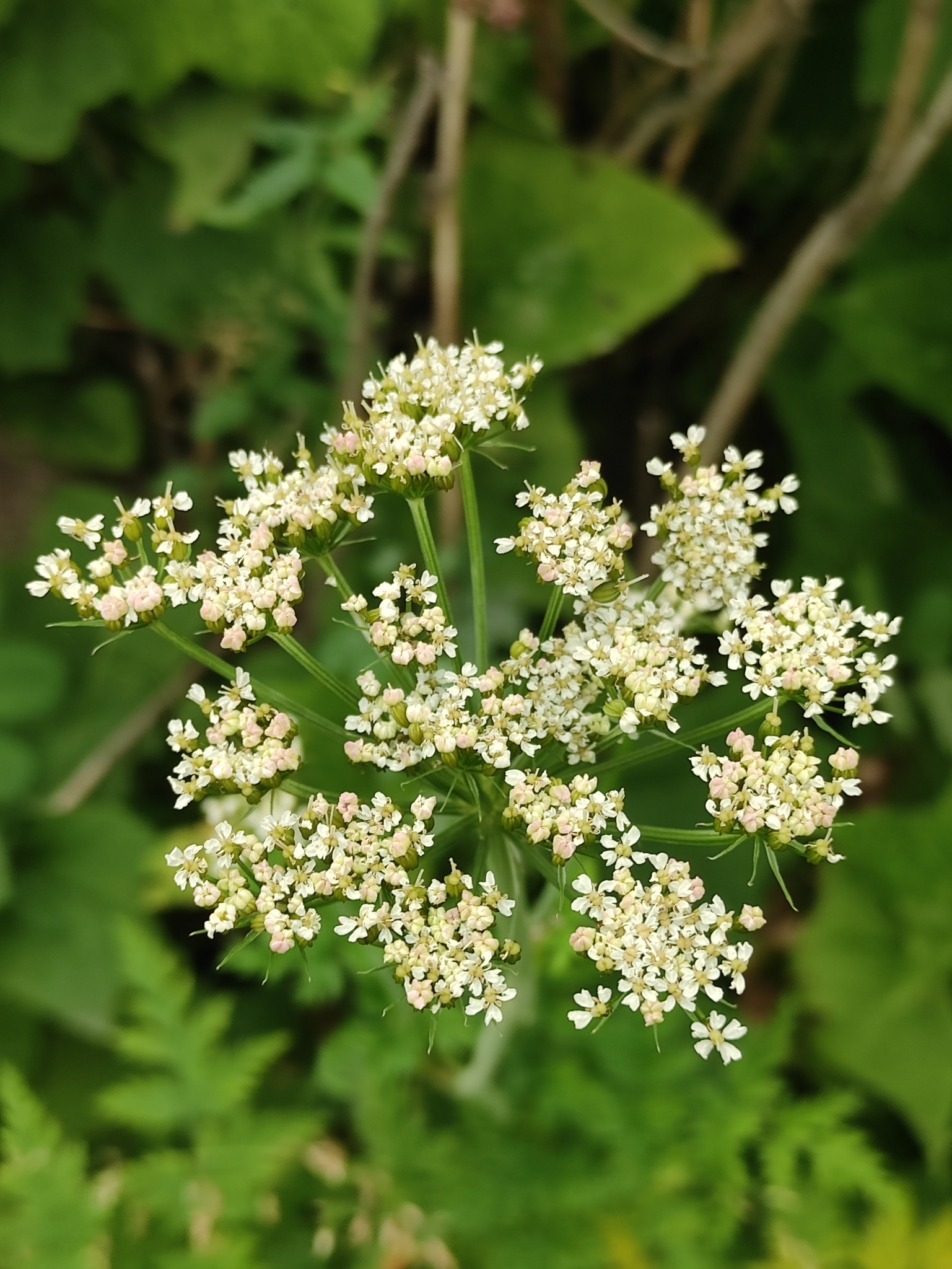
Kwiatostan

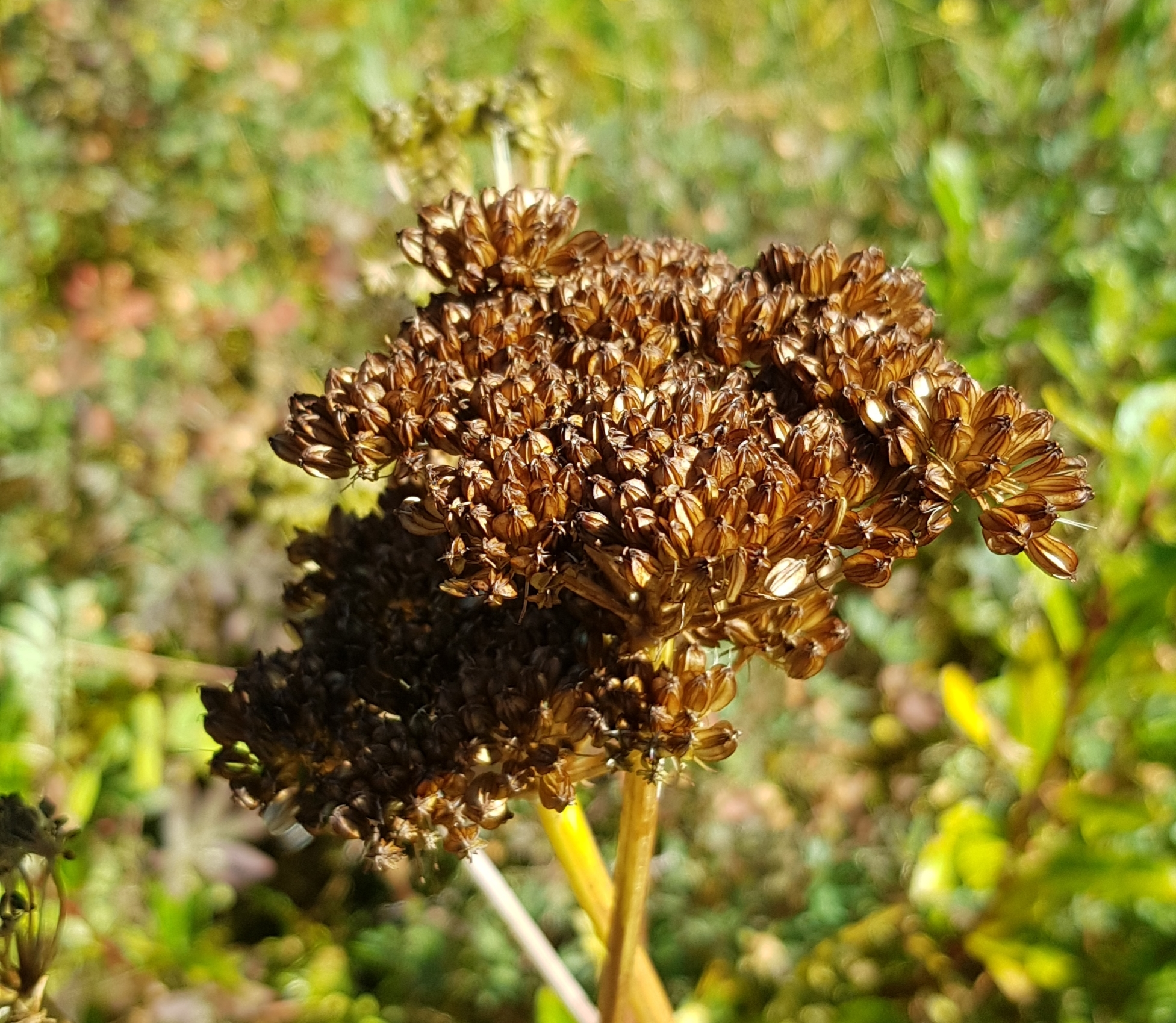
Owoce

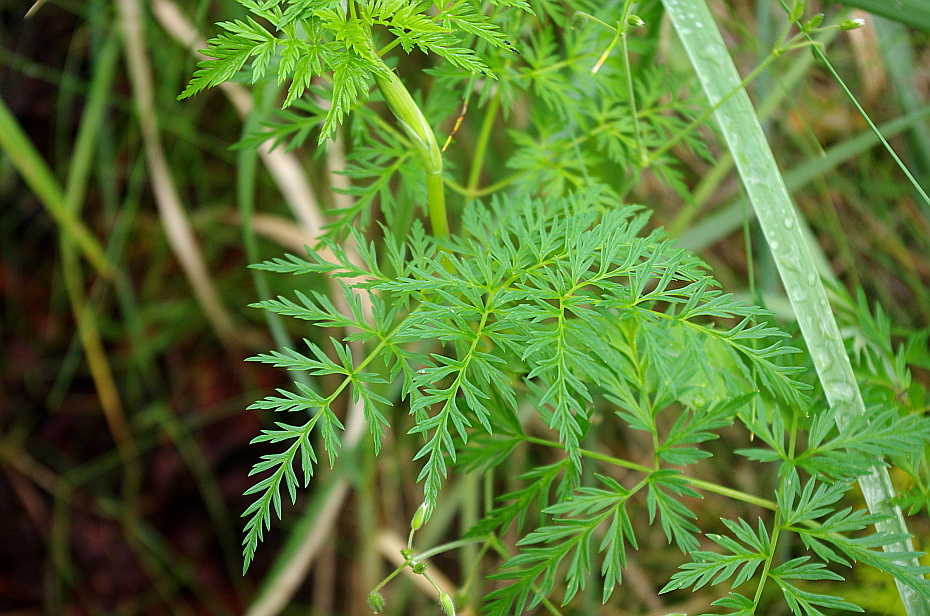
Blaszka liścia

PokrójRoślina zielna osiągająca od 30 do 150 cm wysokości, z nagim pędem nadziemnym wyrastającym ze skośnego, grubo włóknistego kłącza. Łodyga jest sina, nierzadko czerwonawo nabiegła, w dolnej części obła, w górnej bruzdowana i tu też rozgałęziająca się.
LiściePochwy liściowe rozdęte, górne szerokie, dolne wąskie, słabo obłonione. Blaszka w ogólnym zarysie trójkątna lub trójkątnie rombowa, 2–4 krotnie pierzasta, odcinki ostatniego rzędu pocięte na lancetowate, zaostrzone łatki. Dolne odcinki I rzędu większe od innych i osadzone na ogonkach.
KwiatyZebrane w baldach złożony z 5–30 baldaszków na długich i szorstkich szypułach. Pokrywy są nieliczne i szybko odpadające lub ich brak. Pokrywki są liczne, nitkowate i dłuższe od szypułek kwiatowych. Kwiaty o ząbkach kielicha niewyraźnych i płatkach korony zielonawobiaławych lub brudnobiaławych. Płatki odwrotnie jajowate lub odwrotnie sercowate na szczycie są wycięte, w wycięciu z łatką zagiętą do środka.
OwoceRozłupnia rozpadająca się na dwie rozłupki o długości 5 mm i szerokości do 3 mm. Są one nagie, jajowate, połyskujące, spłaszczone od strony grzbietowej, z 5 oskrzydlonymi żebrami, z których dwa brzeżne są dwa razy wyższe od żeber grzbietowych.

## Biologia i ekologia
Bylina, hemikryptofit. Kwitnie od lipca do września. Rośnie w szczelinach skał wapiennych w piętrze regla dolnego. Liczba chromosomów 2n=22.

## Zagrożenia i ochrona
Gatunek umieszczony w Polskiej czerwonej księdze roślin (2001) w kategorii LR (gatunek niższego ryzyka). W wydaniu z 2014 roku posiada kategorię EN (zagrożony). Tę samą kategorię otrzymał na polskiej czerwonej liście.
W Czerwonej Księdze Karpat Polskich posiada kategorię VU (narażony na wyginięcie). Stanowiska w Tatrach i Pieninach Centralnych chronione są w Tatrzańskim Parku Narodowym i Pienińskim Parku Narodowym.